# Lay (Hilpoltstein)
Lay ([laɪ̯] ) ist ein Gemeindeteil der Stadt Hilpoltstein im Landkreis Roth (Mittelfranken, Bayern). Die Gemarkung Lay hat eine Fläche von 4,404 km². Sie ist in 398 Flurstücke aufgeteilt, die eine durchschnittliche Flurstücksfläche von 11065,85 m² haben. In ihr liegt neben dem namensgebenden Ort der Gemeindeteil Tandl.

## Lage
Das Dorf liegt 7,5 Kilometer südöstlich von Hilpoltstein und nordöstlich von Eysölden im Vorland der Mittleren Frankenalb inmitten landwirtschaftlich genutzter Flächen. Den Ort durchfließt der Dorfwiesengraben, ein Zufluss der Schwarzach.
Die Dorfflur betrug Anfang des 19. Jahrhunderts 269 Hektar, die Gemeindeflur um 1960 445,59 Hektar.

## Ortsnamensdeutung
1414 heißt die Siedlung „zu dem Leye“, zu althochdeutsch „hleo“, dem Dativ von „hlewe“ = Grabhügel, Hügel, Bodenschwellung. Eine andere Deutung sieht im Ortsnamen das mittelhochdeutsche „lei, leie“ für Felsengrund/Schieferstein/Weißer Mergel.

## Geschichte

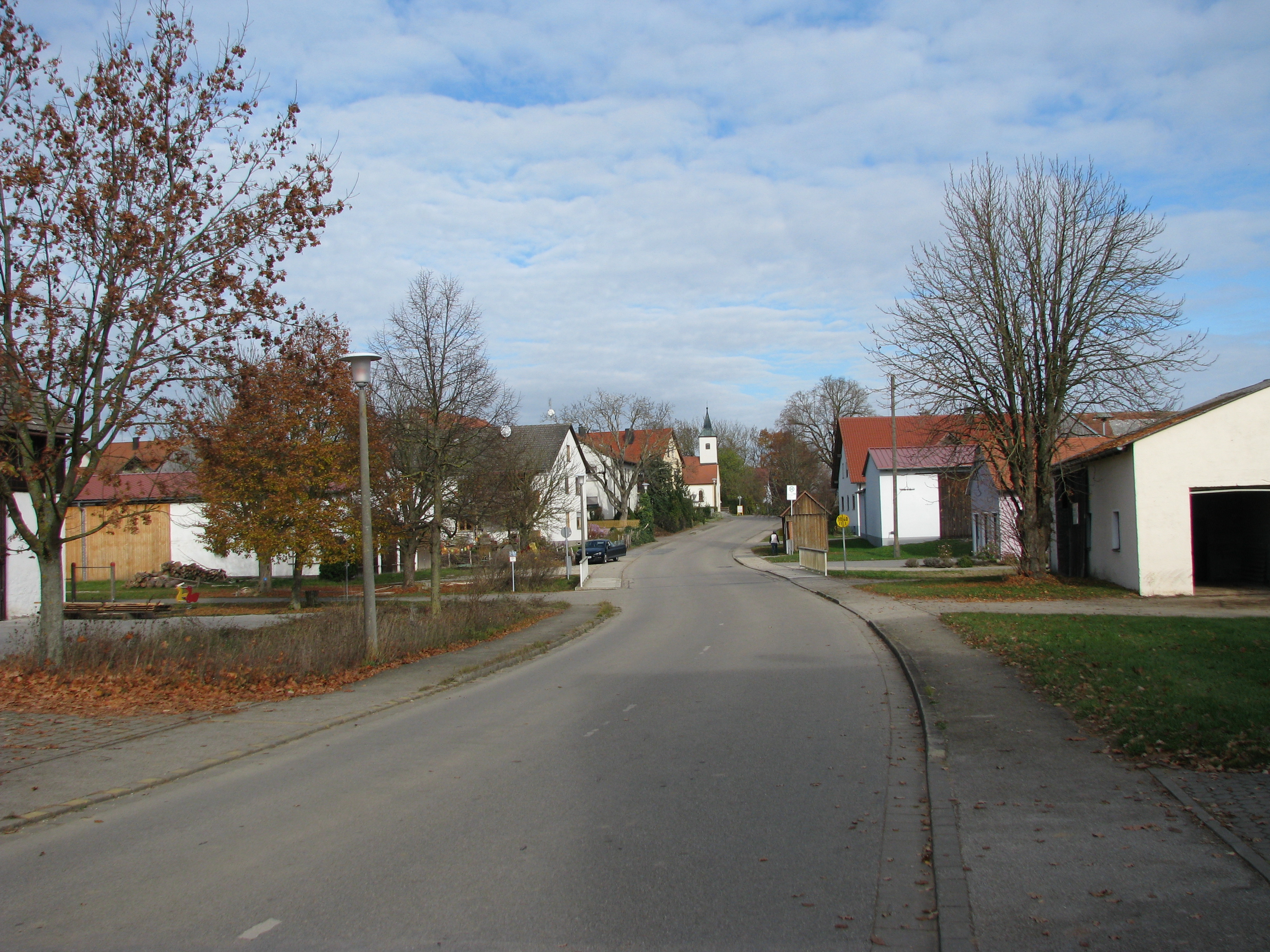
In Lay

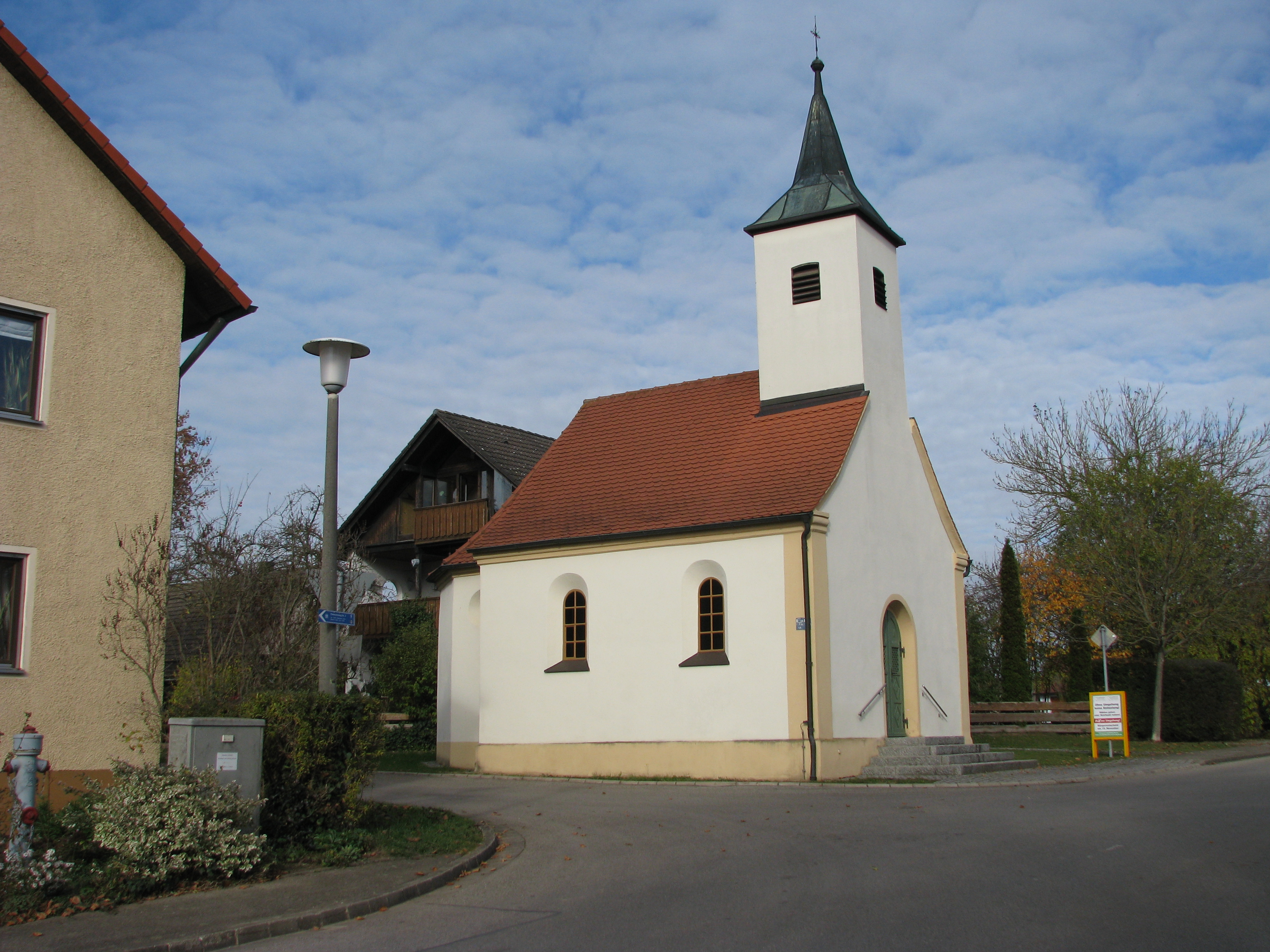
Katholische Ortskapelle St. Thekla

Lay ist als Reichsgut der fränkischen Könige erstmals 1347 urkundlich erwähnt. Das Dorf gehörte zur Herrschaft der Reichsministerialen von (Hilpolt-)Stein. Mit ihrem Aussterben 1385 wurde das Gebiet herzoglich-baierisch.
Nach dem Landshuter Erbfolgekrieg kam das Land um Hilpoltstein und damit auch Lay 1505 zum neuen Territorium der „Jungen Pfalz“, das Pfalzgraf Ottheinrich erhielt. Hoch verschuldet, verpfändete dieser sein Amt Hilpoltstein 1542 für 36 Jahre an die freie Reichsstadt Nürnberg. Diese ließ 1544 ein Salbuch über das Amt Hilpoltstein anlegen. Darin kommt Lay zwar nicht vor, wohl aber in der 1604 und damit nach der Pfandeinlösung durch Pfalz-Neuburg angefertigten Vogel’schen Karte. Im Register zur Karte heißt es, dass Lay zu dieser Zeit aus 16 „Herdstätten“, also bewohnten Anwesen bestand, von denen sechs zum pfalz-neuburgischen Amt Hilpoltstein gehörten, neun nürnbergisch und eines wolffsteinisch war. Gepfarrt war der Ort mit der Reformation ab 1548 bis zur Gegenreformation (1627) mit Weinsfeld in die evangelische Pfarrei „Garsdorf“ (= Jahrsdorf). 1684 bestand Lay aus „1 (Hilpolt-)steinischen (Untertan), 5 stauferischen, nun neuburgerischen Lehenunterthanen, 1 Hanns Gg. Heckels in Allersberg, 1 der Nützl in Nürnberg.“
Gegen Ende des Alten Reiches, um 1800, war Lay ein Dorf aus 14 Höfen, die sieben Grundherrschaften gehörten, fünf dem pfalz-neuburgischen, ab 1777 kurbaierischen Rentamt Hilpoltstein, drei dem Grafen von Vieregg zu München, zwei dem Freiherrn Holzschuher zu Nürnberg, je einer der Legationsrat-Witwe Justine von Hepp zu Nürnberg, den Herren Stauffer zu Ehrenfels und dem Sigmund Christoph von Harsdorf zu Nürnberg; ein Hof war frei eigen. Die hohe Gerichtsbarkeit übte der Pfleger zu Hilpoltstein aus. Ohne Kirche, aber mit 1675 erwähnter, 1765 neu erbauter Dorfkapelle, war Lay ein Filialort der katholischen Pfarrei Weinsfeld. Dort konnten ab 1804 die Toten bestattet werden, zuvor nur in Mindorf.
Im neuen Königreich Bayern (1806) wurde ein Steuerdistrikt Weinsfeld gebildet, dem auch Lay mit seinen 17 und Tandl mit seinen zehn Wohngebäuden angehörte. 1832 wird der Weiler Lay folgendermaßen beschrieben: „16 H(äuser), 1 Capelle, 1 Mühle, (1 Mahlgang,) an einem ungenannten Bach.“ 1867 hatte die Gemeinde Lay 172 Einwohner, davon 111 in Lay selber; von insgesamt 63 Gebäuden im Gemeindegebiet standen in Lay 40 und eine Kirche. 1875 waren von den 155 Einwohnern der Gemeinde 149 katholisch und sechs protestantisch; die Gebäudezahl betrug jetzt 64, davon 33 Wohngebäude. Die Kinder gingen in die katholische Schule nach Weinsfeld. Postort war Freystadt, um 1900 Meckenhausen. An Vieh wurden neun Pferde (in Lay selber sechs), 217 Rinder (in Lay selber 192), 82 Schafe, 39 Schweine und eine Ziege gehalten. Um 1900 hatte die Gemeinde 152 Einwohner und einen Viehbestand von nach wie vor neun Pferden, aber jetzt 275 Rinder. Wie vielerorts zu dieser Zeit zu beobachten, war die Schweinehaltung stark angestiegen, und zwar auf 159 Schweine. Nach wie vor gab es aber nur eine Ziege in der Gemeinde. 1961 hatte sich die Einwohnerzahl der Gemeinde mit 163 gegenüber der vor einhundert Jahren kaum verändert.
Zum 1. Mai 1978 wurde die Gemeinde Lay zusammen mit ihrem Gemeindeteil Tandl im Zuge der Gemeindegebietsreform als letzte in die Stadt Hilpoltstein eingegliedert. Kurz vor der Eingemeindung hatte die Gemeinde Lay 186 Einwohner, davon 134 in Lay selber und 52 in Tandl.

### Einwohner
(Nur der Ort Lay, nicht die Gemeinde Lay)
- 1818: 109 (17 „Feuerstellen“ = Anwesen, 20 Familien)[26]
- 1820: 110 (17 Anwesen)[27]
- 1836: 089 (17 Anwesen)[28]
- 1861: 111 (40 Gebäude, 1 Kirche)[21]
- 1871: 089 (41 Gebäude)[22]
- 1900: 099 (20 Wohngebäude)[23]
- 1937: 112[29]
- 1950: 128 (19 Wohngebäude)[27]
- 1961: 106 (21 Wohngebäude)[6]
- 1970: 134[30]
- 1987: 093 (22 Wohngebäude, 22 Wohnungen)[31]
- Um 2016: 103[32]

### Katholische Dorfkapelle St. Thekla
Die Dorfkapelle St. Thekla mit ihrem Fassadenturmaufsatz mit Spitzhelm wurde 1928 von der Ortsgemeinde neu errichtet, nachdem das Bistum Eichstätt 1920 das Zelebrationsrecht für vier Gottesdienste im Jahr gewährt hatte. Vom Vorgängerbau von 1765/66 hat sich nur der Chorraum erhalten. Der barocke zweisäulige, mit einem geschnitzten Baldachin versehene und von einem roten Goldbrokat-Vorhang gerahmte Altar von ca. 1700 stammt aus dem Besitz des Pfarrers Häckl aus Laibstadt und wird als „bedeutsam“ eingestuft. Der Tabernakel, auf dem eine klassizistische Strahlenmadonna steht, wird von zwei großen Engelsputten flankiert. Links vom Altar hängt eine spätgotische „Schöne Madonna“, eine bäuerliche Arbeit um 1430. Die Kirchenpatronin ist auf einem Bild im Langhaus zu sehen. Die Kapelle gilt als Baudenkmal.

## Verkehr
Lay liegt etwa 600 m östlich der Autobahn A 9. Die Staatsstraße 2388 führt über die Staatsstraße 2238 zur Auffahrt Hilpoltstein (AS 56) und ins benachbarte Karm, die den Ort durchquerende Kreisstraße RH 26 nach Weinsfeld.
Es gibt einen 13 Kilometer langen Panorama-Rundweg von Lay über Tandl, Hagenbuch, Häusern und Karm zurück nach Lay.

## Vereine
- Freiwillige Feuerwehr Lay-Tandl, gegründet 1889.[36]